# Dan Barrett
Dan Barrett (Pasadena, 14 dicembre 1955) è un trombonista, trombettista e arrangiatore statunitense.
La prima menzione di Dan Barrett era sulla rivista statunitense Melody Maker, il 10 febbraio 1973, che ha riferito che egli ha suonato "Ory Creole Trombone" alla fine del funerale di Kid Ory il 28 gennaio di quell'anno. Ha anche suonato con altri musicisti come Teddy Buckner, Andy Blakeney e Alton Redd, oltre con tutti i membri della band di Ory nel corso della cerimonia funebre.
Oltre alla guida di un quintetto con Howard Alden, Barrett ha suonato con Benny Goodman e con Buck Clayton. Barrett è anche il direttore musicale della casa discografica Arbors Records di Clearwater (Florida).